# داس وليامز
داس وليامز (بالإنجليزية: Das Williams)‏ هو سياسي أمريكي، ولد في 29 يونيو 1974 في ألاسكا في الولايات المتحدة. حزبياً، نشط في الحزب الديمقراطي. وقد انتخب عضو جمعية ولاية كاليفورنيا.

## وصلات خارجية
- الموقع الرسمي